# 엔젤 푸드 케이크

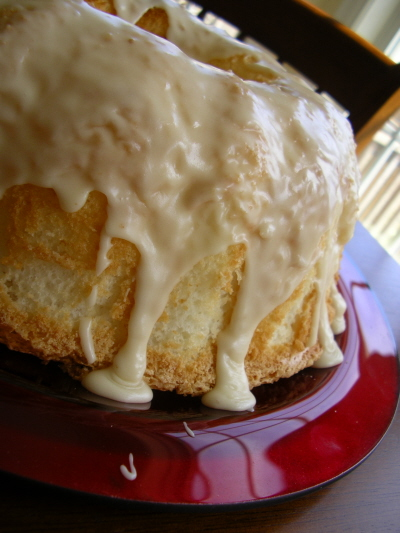
에인절 푸드 케이크

에인절 푸드 케이크(angel food cake)는 달걀 흰자를 사용한 스펀지 케이크이다.
타르타르 크림과 같은 휘핑제가 일반적으로 첨가된다. 버터를 사용하지 않기 때문에 다른 케이크와 다르다. 그것의 기포 질감은 휘핑 달걀 흰자위에서 나온다. 엔젤 푸드 케이크는 미국에서 시작되었으며 19세기 후반에 처음으로 대중화되었다. 가볍고 푹신한 질감으로 이름과 함께 독특한 명성을 얻었다.

## 같이 보기
- 시폰 케이크